# Територіальний поділ праці
Територіальний поділ праці — це об'єктивний необоротний процес розвитку продуктивних сил, при якому відбувається відокремлення різних видів трудової діяльності, спеціалізація окремих виробничих одиниць, обмін між ними продуктами своєї діяльності. Ця просторова форма поділу праці означає закріплення певних видів виробництва за територіями (районами, країнами), що має на меті досягнення економічних вигод шляхом найефективнішого використання природних, трудових і економічних ресурсів. Процес територіального поділу праці проходить на основі розвитку спеціалізації господарських регіонів і взаємозв'язків між ними через обмін. Різні економічні регіони стають все більш взаємопов'язаними і взаємозалежними в процесі розвитку їхніх продуктивних сил, коли усуспільнення виробництва досягає такого високого рівня розвитку, що окремі з них виступають як спеціалізовані частини народного господарства країни. Однак господарська спеціалізація і товарний обмін виконують в територіальному поділі праці різні і протилежні функції. Перша диференціює господарство регіонів країни на виробництві певних видів продукції і перетворює їх у взаємозалежні. Друга об'єднує (інтегрує) ці регіони як взаємопов'язані частини єдиного цілого.